# Montalto Ligure
Montalto Ligure este o comună din provincia Imperia, regiunea Liguria, Italia, cu o populație de 386 locuitori (1 ianuarie 2018) și o suprafață de 13,71 km².

## Demografie
Montalto Ligure - evoluția demografică

|  | Graficele sunt indisponibile din cauza unor probleme tehnice. Mai multe informații se găsesc la Phabricator și la wiki-ul MediaWiki. |

Date: Recensăminte sau birourile de statistică - grafică realizată de Wikipedia